# Fikret Arıcan
Fikret Arıcan, né le 17 juillet 1911 à Constantinople (Empire ottoman) et mort le 25 mai 1993 à Istanbul, était un ancien footballeur turc, qui fut également entraîneur, puis dirigeant sportif.

## Biographie
Fikret Arıcan commence à jouer au football à l'âge de 12 ans à Fenerbahçe.
De 1931 à 1937, il est sélectionné à 9 reprises en équipe nationale, pour laquelle il marque 2 buts.
Il  passe une partie de sa carrière à Ankara Demirspor.
Au total il a passé 24 ans dans le football à Fenerbahçe. De 1945 à 1947, puis en 1955, il en fut l'entraineur. De 1984 à 1986, il en fut le président.